# انبی
انبی، (انبه) روستایی است در منطقه ترگور قرار دارد و مردم آن کورد هستند وخوش آب و هوا معروف به بهشت ارومیه از توابع دهستان ترگور و در ۲۵ کیلومتری شهرستان ارومیه استان آذربایجان غربی ایران قرار دارد.

## جمعیت
.این روستا در دهستان ترگور قرار داشته و بر اساس سرشماری سال 1401 خانوار).

ارجه.
است.
آتروپاتکان.